# پیلو تپه
پیلو تپه مربوط به هزاره اول قبل از میلاد است و در شهرستان مراغه، بخش مرکزی، دهستان قره ناز، روستای خانقاه واقع شده و این اثر در تاریخ ۲۷ اسفند ۱۳۸۶ با شمارهٔ ثبت ۲۲۲۶۸ به‌عنوان یکی از آثار ملی ایران به ثبت رسیده است.